# Велюнь (Ровненская область)
Велюнь (укр. Велюнь) — село, центр Велюнского сельского совета Дубровицкого района Ровненской области Украины.
Население по переписи 2001 года составляло 706 человек. Почтовый индекс — 34134. Телефонный код — 3658. Код КОАТУУ — 5621880701.

## Известные уроженцы
- Кухарец, Евгений Иванович (1945—1987) — украинский композитор, народный артист УССР.

## Местный совет
34134, Ровненская обл., Дубровицкий р-н, с. Велюнь, ул. Садовая, 8.